# Kangha

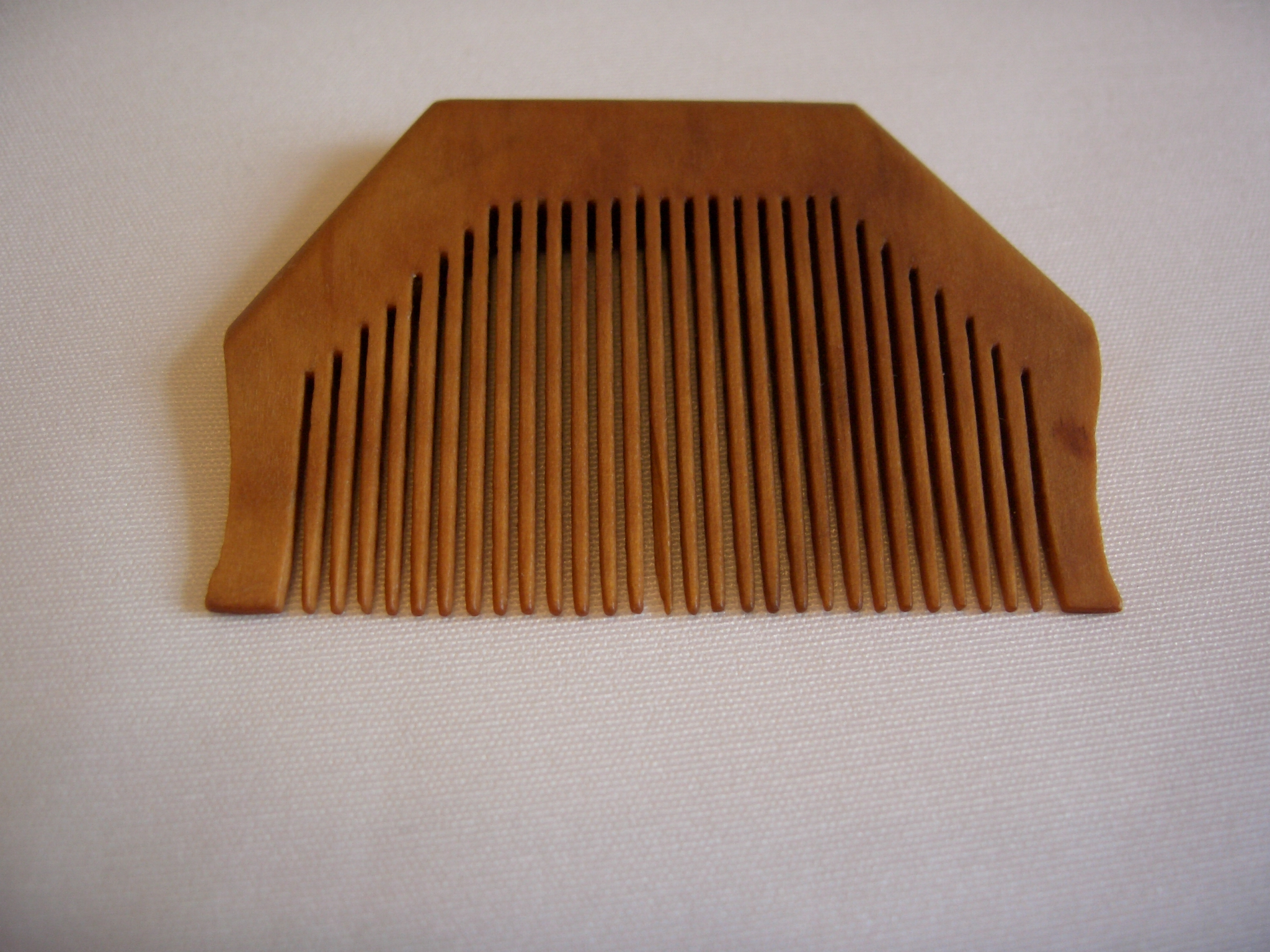
Kangh (ou Kangha), le peigne de la foi pour les sikhs.

Le Kanga appelé aussi Kang ou Kangha est un peigne, généralement en bois, caché par le turban que porte tout sikh. C'est un des Cinq K, un des cinq attributs que doit porter tout sikh qui fait partie de l'ordre du Khalsa. Ce peigne symbolise le fait que les sikhs prennent soin de leurs cheveux non coupés, appelé le kesh qui est un des autres signes de la foi sikhe. Il sert également à tenir les cheveux. 